# Fonología del español
Este artículo sección cubre la fonología del idioma. Para un enfoque más general sobre el idioma, véase idioma español

## Sonidos y alófonos
En lo que sigue diferenciaremos entre fonemas y alófonos. Un alófono es cualquier sonido segmental del habla cuya articulación implica generalmente del orden de una décima de segundo. Un alófono se caracteriza por la distribución de la energía sonora entre diferentes frecuencias. Por el contrario, un fonema no es una realidad sonora concreta sino una clase de equivalencia de sonidos de acuerdo a como se consideran en una lengua dada. Los alófonos pueden describirse en términos fonéticos, cómo se agrupan esos alófonos en clases de equivalencia depende de la lengua dada. Así dos lenguas diferentes pueden considerar que dos alófonos realizan el mismo fonema o realizan dos fonemas diferentes.

### Sonidos vocálicos

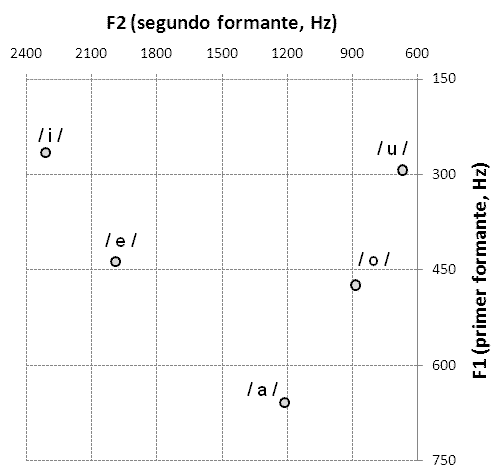
Mediciones de los primeros formantes de las vocales del español. El gráfico muestra que el primer formante está relacionado con el grado de abertura y el segundo tiene que ver con la distinción anterior-posterior.

Todas las variantes de español distinguen por lo menos cinco vocales: /i, e, a, o, u/ (en algunas variantes el número de fonemas es mayor). Cada una ocurre tanto en sílabas tónicas como átonas:
| Vocal   | Anteriores | Central | Posteriores |
| ------- | ---------- | ------- | ----------- |
| Cerrada | i          |         | u           |
| Media   | e̞          |         | o̞           |
| Abierta |            | ä       |             |

El fonema /e/ puede tener alófonos [e], [e̞] o [ɛ] según se dé en sílaba abierta o trabada, y similarmente sucede con /o/. Sin embargo, estas diferencias de apertura son fonológicas en el sureste de la península ibérica.
Las variedades vernaculares del sureste de la península ibérica (Andalucía Oriental, Murcia y algunas zonas orientales de La Mancha) tienen sistemas vocálicos con ocho o incluso diez vocales en oposición fonológica, ya que junto con las 5 usuales en español se encuentran las variantes /ɛ, ɔ, æ/. (ejemplos: el timbre [ˈt̪ĩm.bɾe̞] / los timbres [ˈt̪ĩm.bɾɛ], el perro [ˈpe̞.ro̞] / los perros [ˈpe̞.rɔ], la mesa [ˈme̞.sɑ] / las mesas [ˈme̞.sæ]).
| AFI          | Ejemplo      |              |
| decrecientes | decrecientes | decrecientes |
| ------------ | ------------ | ------------ |
| [e̞i̯]         | rey          |              |
| [äi̯]         | aire         |              |
| [o̞i̯]         | hoy          |              |
| [ui̯]         | muy          |              |
| [e̞u̯]         | neutro       |              |
| [äu̯]         | pausa        |              |
| [o̞u̯]         | bou          |              |
| crecientes   |              |              |
| [je̞]         | tierra       |              |
| [jä]         | hacia        |              |
| [jo̞]         | radio        |              |
| [ju]         | viuda        |              |
| [wi]         | fuimos       |              |
| [we̞]         | fuego        |              |
| [wä]         | cuadro       |              |
| [wo̞]         | cuota        |              |

Además en el sistema vocálico general hay algunos vacíos o rarezas distribucionales. Por ejemplo, una vocal alta átona en la última sílaba de una palabra es rara; los pocos casos existentes incluyen: su, tu, y mi; palabras de origen griego, como énfasis; las tres palabras latinas espíritu, tribu, e ímpetu; palabras afectivas como mami y papi, y la palabra taxi, forma reducida de taxímetro.
Todas las vocales tienen alófonos nasales cuando aparecen entre dos consonantes nasales o antes de consonante nasal en posición de coda.
Hay catorce diptongos fonémicos. Además, en el discurso rápido, las secuencias de vocales en hiato se convierten en diptongos, a menos que sean la misma vocal, en ese caso se fusionan. E. g. poeta [ˈpo̯͡e̞.t̪ä] y maestro [ˈmä̯͡e̞s̪.t̪ɾo̞]. Cuando /e/, /o/, y /a/ forman tales diptongos, pueden reducirse a [j], [w] y elisión completa, respectivamente. E. g. beatitud [bjä.t̪i.ˈt̪uð̞], poetisa [pwe̞.ˈt̪i.sä], y ahorita [o̞.ˈɾi.t̪ä]. La frecuencia, pero no la presencia, de este fenómeno varía entre distintos dialectos; en algunos pasa raramente y en otros siempre. Hay también triptongos como /wei/ y, en los dialectos que usan vosotros, /jai/, /jei/, y /wai/ (e. g. buey, cambiáis, cambiéis, y averiguáis).

### Sonidos consonánticos
El cuadro de fonemas y alófonos consonánticos del español viene dado por:
| Punto de articulación → | Labial   | Labial        | Coronal | Coronal  | Coronal        | Dorsal  | Dorsal   | Dorsal |         |
| Modo de articulación ↓  | Bilabial | Labio- dental | Dental  | Alveolar | Post- alveolar | Palatal | Velar    | Uvular | Glotal  |
| ----------------------- | -------- | ------------- | ------- | -------- | -------------- | ------- | -------- | ------ | ------- |
| Nasal                   | m        | (ɱ)           |         | n        |                | ɲ       | (ŋ)      | (*ɴ)   |         |
| Oclusiva                | p b      |               | t d     | t d      |                | (*c)    | k g      |        |         |
| Africada                |          |               |         |          | t̠͡ʃ, *d̠͡ʒ        |         |          |        |         |
| Fricativa               | (*ɸ)     | f (v)         | *θ (*ð) | s (z)    | *ʃ (*ʒ)        | (*ç)    | *x       | (*χ)   | *h (*ɦ) |
| Aproximante             | <β̞>      |               | <ð̞>     |          |                | (*ʝ)    | <ɣ̞> (*ɰ) |        |         |
| Semiconsonante          |          |               |         |          |                | «j»     | «w»      |        |         |
| Aproximante lateral     |          |               |         | l        |                | *ʎ      |          |        |         |
| Vibrante múltiple       |          |               |         | *r       |                |         |          |        |         |
| Vibrante simple         |          |               |         | ɾ        |                |         |          |        |         |

Notas generales:

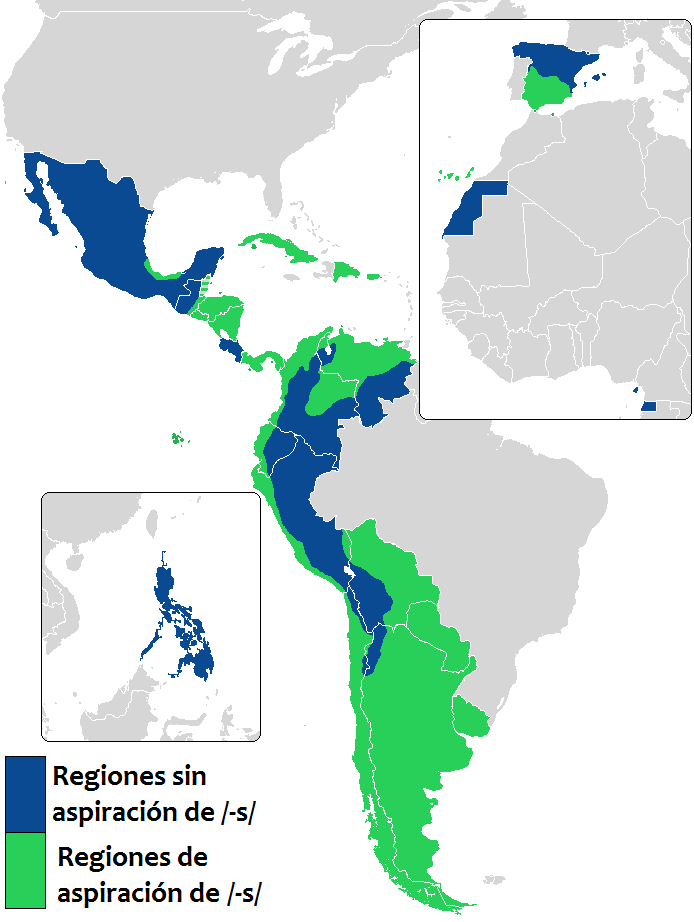
Áreas del dominio del español que presentan aspiración de /-s/ postvocálica.

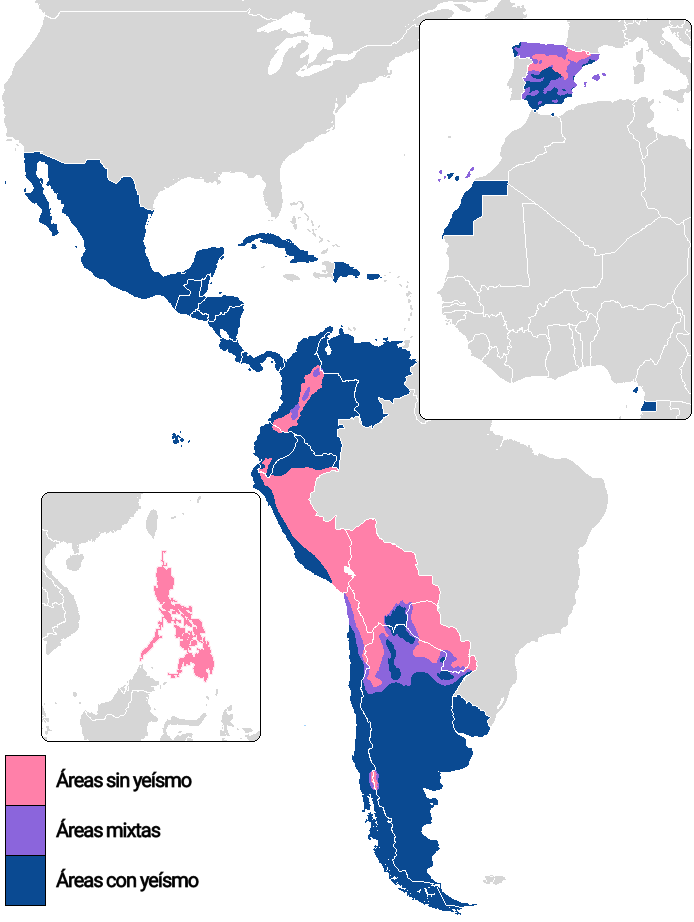
Áreas yeístas y distinguidoras en el dominio del español.

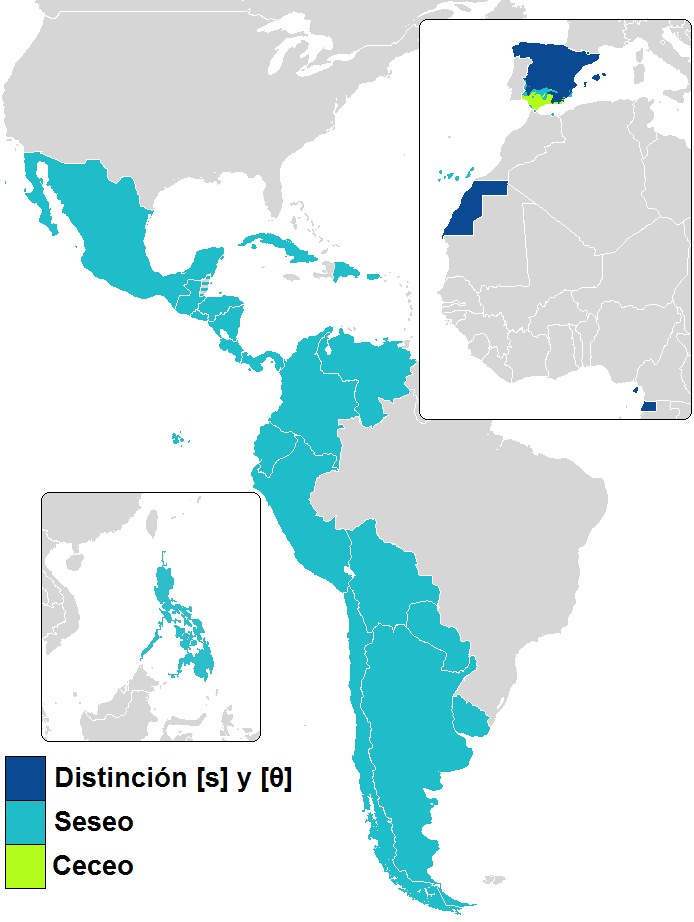
Áreas seseantes, ceceantes y distinguidoras.

- Se han indicado mediante asterisco (*) los sonidos que no están presentes en todas las variedades de español.
- Los alófonos sin paréntesis pueden aparecer en cualquier posición prevocálica o inicial absoluta.
- Los alófonos entre paréntesis (·) solo pueden aparecer como resultado de asimilación anticipatoria.
- Los alófonos entre ángulos <·> representan alófonos aproximantes de /b, d, ɡ/ que solo pueden darse entre vocales (y con la posible interposición de alguna líquida entre las vocales).
  - /b/, /d/, y /g/ son aproximantes ([β̞], [ð̞], [ɣ̞]; (de aquí en adelante representadas sin tachuelas) en todas las posiciones excepto después de pausa, después de consonante nasal, o, en el caso de /d/, después de consonante lateral; en estos contextos, son oclusivas sonoras.[2]
- Los alófonos entre comillas «·» son semivocales o alófonos no silábicos de las vocales.
- Los alófonos precedidos de asterisco * no aparecen en todas las variedades de español, y por tanto solo aparecen en algunos dialectos de español.
- Los fonemas nasales /m/ y /n/ se neutralizan en posición de final de sílaba, asimilándose a la consonante siguiente. Los alófonos en los que se neutralizan dependerán del punto de articulación de la consonante a la que preceden.
  - Ante bilabial el alófono será [m].
  - Ante labiodental el alófono será [ɱ].
  - Ante alveolar o pausa final absoluta el alófono será [n].
  - Ante palatal el alófono será [ɲ].
  - Ante velar el alófono será [ŋ].
  - Ante uvular el alófono será [ɴ].

Notas particulares: (estos comentarios se refieren a sonidos precedidos de asterisco)
- El sonido de *[ɸ] aparece en español de Andalucía como alófono de /b/ (b, v) después de -s: desbaratar > [d̪ɛʰ.ɸä.ɾä.ˈt̪äː], los buenos > [lɔʰ.ˈɸwẽ̞.nɔ]. Y también ocasionalmente en secuencias como clubs, obscuro, substancia en ciertas variedades.[cita requerida]
- El sonido de *[θ̟] solo es un fonema independiente en la mayoría de variedades de España y en Guinea Ecuatorial (escrito <c> ante /e, i/ y <z> en otras posiciones).[cita requerida]
- El sonido de *[ð̟] se presenta en español de España como variante sonorizada del fonema /θ/, por ejemplo, en juzgado [χuð.ˈɣ̞ä.ð̞o̞]. [cita requerida] También, en algunos casos de doblajes al español hispanoamericano, se encuentra como alófono de /d/ en coda silábica, como en «David» [d̪ä.ˈβ̞ið/ˈd̪e̞i̯.β̞ið]. [cita requerida]
- El sonido *[χ] se da en español de España cuando la /x/ va delante de las vocales /o/,/u/.[cita requerida]
- El sonido *[ʃ] es la articulación usual de /ʝ/ en español rioplatense y también la articulación de /č/ en algunas formas del español de Andalucía.[cita requerida]
- El sonido *[ʒ] es la articulación usual de /ʝ/ en español rioplatense entre vocales.[cita requerida]
- El sonido *[ç] es la articulación usual de /x/ en español de Chile ante las vocales /e, i/.[8]
- El sonido *[c] es la articulación de /t̠͡ʃ/ en español de Canarias.[9] También es alófono de [k] seguido de /ie, i, e/, como en «quiero» [ˈcje̞.ɾo̞]. [cita requerida]
- El sonido *[h] puede aparecer como resultado de aspiración de /-s/ implosiva, de /x/ en dialectos que aspiran dicho fonema (o marginalmente como retención del fonema /h/ procedente de <f-> latina inicial).[cita requerida]
- El sonido *[ɦ] en áreas de heheo (Andalucía, Honduras, etc) como alófono intervocálico que alterna con [h].[cita requerida]
- El sonido *[ʎ] ha desaparecido de la mayoría de variedades de español, y se restringe actualmente al español andino y al de algunas áreas del norte de España.[cita requerida]
- El sonido de *[ɰ] aparece en la pronunciación habitual de juego, luego, fuego de español de España, como variante de [ɣ̞].[cita requerida]
- El sonido [v] históricamente desapareció del español como fonema, por lo que es casi inexistente en el habla hispana, excepto para los extranjeros e hispanohablantes afectados por la influencia de otros idiomas (como los hispanohablantes en países anglófonos o residentes cercanos a países lusófonos), y para aquellos que hacen una diferenciación entre «b» y «v» en su hablar enfático, influidos por el sistema educativo de sus países. Sin embargo, varios estudios han revelado la presencia de [v] como alófono de /b/ en la variante dialectal chilena, principalmente en la zona central del Bíobío, sin que la representación ortográfica de este fonema incida en la selección de sus alófonos.[10] Además, existe en español el sonido [v] como alófono de una «f» en contacto con una consonante sonora; por ejemplo, Dafne [ˈdäv.ne̞], así como alófono de /b/ tras una s aspirada en partes del sur de España. En los demás casos, un nativo del idioma español (especialmente sin estudios lingüísticos) no nota diferencia entre los sonidos «v» y «b».
- /ʝ/ en la mayoría de variantes es una aproximante entre vocales en todos los contextos salvo después de una consonante nasal, /l/, o después de pausa, donde es una africada ([ɟ͡ʝ]).[2][11]  El alófono aproximante se diferencia de [j] de varias maneras; tiene un F2 de amplitud más baja, es más largo, puede aparecer solamente en inicio de sílaba (esto incluye inicio de palabra donde [j] no aparece), es una fricativa palatal sonora en pronunciaciones enfáticas, y no está especificado para el redondeo de los labios (e.g. viuda [ˈbju.ð̞ä] vs ayuda [ä.ˈʝʷu.ð̞ä]).[12] Los dos también aparecen, y se solapan en la distribución, después de /l/ y */n/: enyesar [ẽ̞ɲɟ͡ʝe̞.ˈsäɾ] aniego [ã.ˈnje̞.ɣ̞o̞].[11]  Aunque hay variación dialectal e idiolectal, los hablantes pueden también mostrar otros pares casi mínimos como abyecto frente a abierto.[7][13]  Hay algunas alternancias entre los dos, lo que hizo a Alarcos Llorach (1950)[14] postular un archifonema /I/, con lo que ley sería transcrito como /ˈleI/ y leyes [ˈle̞.ʝe̞s] como /ˈleIes/.

Aunque hay tres fonemas nasales en español y dos fonemas laterales, las consonantes laterales y nasales asimilan el lugar de articulación de las consonantes que les siguen incluso a través de límites de palabra. Alófonos de estas asimilaciones:
| nasal   | nasal         | lateral | lateral     |
| palabra | IPA           | palabra | IPA         |
| ------- | ------------- | ------- | ----------- |
| ánfora  | [ˈä̃ɱ.fo̞.ɾä]   |         |             |
| encía   | [ẽ̞n̟.ˈθ̟i.ä]    | alzar   | [al̟.ˈθ̟äɾ]   |
| antes   | [ˈä̃n̪.t̪e̞s]     | alto    | [ˈäl̪.t̪o̞]    |
| ancha   | [ˈä̃n̠ʲ.t̠͡ʃä]    | colcha  | [ˈko̞l̠ʲ.t̠͡ʃä] |
| cónyuge | [ˈkõ̞ɲ.ɟ͡ʝu.xe̞] |         |             |
| rincón  | [rĩŋ.ˈkõ̞n]    |         |             |
| enjuto  | [ẽ̞ɴ.ˈχu.t̪o̞]   |         |             |

### Acento
El español es un idioma con sincronización de sílaba, lo que significa que cada sílaba tiene aproximadamente la misma duración sin importar el acento. El acento recae casi siempre en las tres últimas sílabas de una palabra, con raras excepciones en la cuarta sílaba empezando por el final. Las tendencias del acento son como sigue:
- En las palabras que terminan en vocal, «n» o «s», el acento recae generalmente en la penúltima sílaba.[20]
- En las palabras que terminan en cualquier otra consonante, el acento recae generalmente en la última sílaba.
- Un acento en la preantepenúltima sílaba ocurre raramente y solo en palabras como guardándoselos que tienen un clítico después de ciertas formas verbales.

Además de las muchas excepciones a estas tendencias, hay numerosos pares mínimos que contrastan solamente en el acento como sábana y sabana o límite, limite y limité.
El acento fonológico se puede marcar ortográficamente con un acento agudo (ácido, distinción, etc.) según las reglas obligatorias de acentuación de la ortografía española, que coinciden de forma aproximada con las excepciones a las tendencias explicadas arriba y se definen para indicar de manera inequívoca dónde recae el acento en una palabra escrita dada. Un acento agudo se puede también utilizar para distinguir homófonos (te contra té), lo que se conoce como acento diacrítico.
Los patrones del acento ortográfico son diferentes entre palabras con flexión verbal y nominal. Por ejemplo, los afijos verbales pueden llevar un acento, algo ausente en la flexión nominal. Además, entre las secuencias de clíticos añadidas a un verbo, el clítico más de derecha puede recibir un acento secundario.

### Estructura silábica
En español el núcleo silábico siempre está formado por una vocal o un diptongo, el ataque silábico antes de la vocal puede llegar a ser complejo (/f/ u oclusiva + líquida) o estar formado por una única consonante. En palabras nativas, la coda en interior de palabra puede estar formada por cualquier consonante, e incluso ser compleja (/r/ o nasal + /s/) pero a final de palabra solo puede ser una consonante alveolar /d, r, l, n, s/. También puede aparecer la combinación /k/ + /s/ en coda (incluso como última sílaba) cuando aparece el grafema <x>: asfixia, sílex. La estructura silábica viene dada por tanto por:
(C)(L)V(CAlv)#,
(C)(L)V(C)$, (C)(L)V(C)(s)$
Donde:
C, indica presencia de cualquier consonante; V, vocal o diptongo; L, consonante líquida /l, r/.
#, final de palabra; $, final de sílaba interior.
( ) indica que es un elemento posible pero no obligatorio de la estructura silábica.
Algunos ejemplos de sílabas son los siguientes:
| Patrón | Palabra | Patrón | Palabra    | Patrón | Palabra |
| ------ | ------- | ------ | ---------- | ------ | ------- |
| CV     | casa    | CLVC   | princesa   | CDC    | piel    |
| CVC    | barco   | VCC    | extraño    | CLD    | traigo  |
| V      | ala     | CVCC   | mixto      | D      | aire    |
| CLV    | prado   | CLVCC  | transporte | CLDC   | cliente |
| VC     | alto    | CD     | peine      | DC     | huelga  |

Donde se ha introducido la notación, D para indicar explícitamente los diptongos.

## Fonemas
Los diversos sonidos y alófonos del español pueden ser agrupados como realizaciones de un conjunto finito de fonemas. No todas las variantes de español poseen el mismo número de fonemas. A continuación se presenta un análisis de rasgos de los fonemas presentes en todas las variedades.

### Análisis de rasgos
Un análisis de los fonemas del español moderno lleva a que el inventario mínimo de 17 fonemas consonánticos, presentes en todos los dialectos del español, son analizables con un mínimo de 10 rasgos fonéticos binarios (las variedades de España que incluyen /θ/ necesitarían 11 rasgos). Los rasgos fonéticos necesarios serían:
1. [± consonante]
2. [± sonante]
3. [± dorsal]
4. [± labial]
5. [± coronal]
6. [± palatal]
7. [± velar]
8. [± continuante]
9. [± nasal]
10. [± lateral]
11. [± rótica múltiple]

Aunque normalmente con el fin de hacer más natural la descripción se usan algunos más, incluyendo algunas descripciones articulatorias más explícitas:
- Por ejemplo, las coronales se suelen referir como alveolares o dentales.
- Las consonantes no sonorantes se suelen dividir en oclusivas si tienen el rasgo [- continuante] y fricativas si tienen el rasgo [+ continuante].

La tabla de consonantes en términos de estos rasgos viene dada por:
| RASGOS             |               |               |               |               |
| RASGOS             | [+consonante] | [+consonante] | [+consonante] | [+consonante] |
| RASGOS             | [-dorsal]     | [-dorsal]     | [+dorsal]     | [+dorsal]     |
| RASGOS             | [+lab][-cor]  | [-lab][+cor]  | [+pal][-vel]  | [-pal][+vel]  |
| ------------------ | ------------- | ------------- | ------------- | ------------- |
| [-son]             | /b/ /p/       | /d/ /t/       | /č/           | /g/ /k/       |
| [-son][+cont]      | /f/           | /s/,/θ*/      | /j/           | /x/           |
| [+son][+nas]       | /m/           | /n/           | /ɲ/           |               |
| [+son][-nas][+lat] |               | /l/           | /ʎ*/          |               |
| [+son][-nas][-lat] |               | /ɾ/ /r/       |               |               |

Notas:
- Se han indicado mediante asterisco (*) los fonemas que no están presentes en todas las variedades de español.
- Los fonemas /b, d, g/ se transcriben usualmente siemplemente como /b, d, g/ aunque debe tenerse presente que estos fonemas generalmente no tienen articulaciones oclusivas [b, d, g] sino aproximantes [β̞, ð̞, ɣ̞].
- El fonema /j/ se transcribe usualmente como /ʝ/ aunque su pronunciación puede ser africada o aproximante según esté en pausa absoluta, tras nasal u oclusiva o en otras posiciones.

En cuanto a las vocales la mayoría de variedades posee 5 vocales /ä/, /e̞/ o /ɛ̝/, /o̞/ u /ɔ̝/, /i/ y /u/. Aunque algunas variedades, como las de sureste de la península ibérica, poseen además vocales abiertas fonológicamente distintivas lo cual requiere la utilización de otros símbolos y signos adicionales del AFI. Todas las vocales del español tienen un alófono nasal.
Las vocales i y u tienen dos alófonos cuando aparecen en diptongos, respectivamente: [j] e [i̯],  [w] y [u̯].

## Muestra
El texto de muestra es una adaptación de la fábula de Esopo «Boréas y Helios», también conocida bajo el título de «El Viento del Norte y el Sol». Es leído por un hombre del norte de México nacido a finales de la década de 1980. Las transcripciones fueron hechas basadas en la pronunciación del español mexicano. Debido a ello, no están presentes los fonemas /θ/ y /ʎ/, siendo reemplazados por /s/ y /ʝ/, respectivamente.

### Versión ortográfica
El Viento del Norte y el Sol discutían por saber quién era el más fuerte de los dos. Mientras discutían, se acercó un viajero cubierto en un cálido abrigo. Entonces decidieron que el más fuerte sería quien lograse despojar al viajero de su abrigo. El Viento del Norte empezó, soplando tan fuerte como podía, pero entre más fuerte soplaba, el viajero más se arropaba. Entonces, el Viento desistió. Se llegó el turno del Sol, quien comenzó a brillar con fuerza. Esto hizo que el viajero sintiera calor y por ello se quitó su abrigo. Entonces el Viento del Norte tuvo que reconocer que el Sol era el más fuerte de los dos.

### Transcripción fonológica
/el biénto del nóɾte i el sól diskutían poɾ sabéɾ kién éɾa el más fuéɾte de los dós ‖ mientɾas diskutían se aseɾkó un biaxéɾo kubiéɾto en un kálido abɾíɡo | entónses desidiéɾon ke el más fuéɾte seɾía kien loɡɾáse despoxáɾ al biaxéɾo de su abɾíɡo ‖ el biénto del nóɾte empesó soplándo tan fuéɾte komo podía | peɾo entɾe más fuérte soplába el biaxéɾo más se aropába | entónses el biénto desistió | se ʝeɡó el túɾno del sól kien komensó a bɾiʝár kon fuéɾsa | ésto íso ke el biaxéɾo sintiéɾa kalóɾ i poɾ éʝo se kitó su abɾíɡo ‖ entónses el biénto del nóɾte túbo ke rekonoséɾ ke el sól éɾa el más fuéɾte de los dós/

### Transcripción fonética detallada
[e̞l ˈβ̞jẽ̞n̪.t̪o̞ ð̞e̞l ˈno̞ɾ.t̪e̞ j‿e̞l ˈso̞l d̪is.ku.ˈt̪i.ä̃m po̞ɾ sa.ˈβ̞eɾ ˈkʲjẽ̞n e̞ɾä‿e̯l ˈmäs ˈfwe̞ɾ.t̪e ð̞e̞ lo̞z ˈð̞o̞s ‖ ˈmjẽ̞n̪.t̪ɾäz ð̞is.ku.ˈt̪i.ä̃n ˌse̞̯‿ä.θ̟e̞r.ˈko̞‿u̯m bjä.ˈxe̞.ɾo̞ ku.ˈβ̞je̞ɾ.t̪o̯‿ẽ̞n ũŋ ˈkä.li.ð̞o̯‿ä.ˈβ̞ɾi.ɰo̞ | ẽ̞n̪.ˈt̪õ̞n̟.θ̟e̞z ð̞e̞.θ̟iˈð̞je̞.ɾõ̞ŋ k‿e̞l ˈmäs ˈfwe̞ɾ.t̪e se̞.ˈɾi.ä kʲjẽ̞n lo̞.ˈɣ̞ɾä.se̞ ð̞e̞s.po̞.ˈxäɾ äl β̞jä.ˈxe̞.ɾo̞ ð̞e̞ swä.ˈβ̞ɾi.ɰo ‖ e̞l ˈβ̞jẽ̞n̪.t̪o̞ ð̞e̞l ˌno̞ɾ.t̪‿ẽ̞m.pe̞.ˈθ̟o̞ so̞.ˈplä̃n̪.d̪o̞ tä̃ɱ ˈfwe̞ɾ.t̪e̞ ˌkõ̞.mo̞ po̞.ˈð̞i.ä | ˈpe̞.ɾo̞̯‿ẽ̞n̪.t̪ɾẽ̞ ˈmäs ˈfwe̞ɾ.t̪e̞ so̞.ˈplä.β̞ä ˌe̞l β̞jä.ˈxe̞.ɾõ̞ ˈmäs ˌse̞̯‿ä.ro̞.ˈpä.β̞ä | ẽ̞n̪.ˈt̪õ̞n̟.θ̟e̞s e̞l ˈβ̞jẽ̞n̪.t̪o̞ ð̞e̞.sis.ˈtjo̞ | se̞ ʎe̞.ˈɰo̞̯‿e̞l̪ ˈt̪uɾ.no̞ ð̞e̞l so̞l ˌkʲjẽ̞ŋ kõ.mẽn̟.ˈθ̟o̞̯‿ä β̞ɾi.ˈʎäɾ kõ̞ɱ ˈfwe̞ɾ.θ̟ä | ˈe̞s̪.t̪o̞‿i̯.θ̟o̞ k‿e̞l β̞jä.xe̞.ɾo̞ sin̪.ˈt̪je̞.ɾä kä.ˈlo̞ɾ ˌi po̞ɾ ˈe̞.ʎo̞ se̞ ki.ˈt̪o̞ swä.ˈβ̞ɾi.ɰo̞ ‖ ẽ̞n̪.ˈt̪õ̞n̟.θ̟e̞s e̞l ˈβ̞jẽ̞n̪.t̪o̞ ð̞e̞l ˈno̞ɾ.t̪e ˈt̪u.β̞o̞ ke̞ re̞.kõ̞.no̞.ˈθ̟e̞ɾ ˌk‿e̞l ˈso̞l ˈe̞.ɾä‿e̞̯l ˈmäs ˈfwe̞ɾ.t̪e̞ ð̞e̞ lo̞z ˈð̞o̞s]

## Evolución histórica
El sistema de consonantes del castellano ha sufrido muchos cambios desde el siglo XVI, cambios que lo han diferenciado marcadamente de otras lenguas romances como el portugués, catalán o el ladino.
- Cambio fonético «f → h», la /f/, que se había transformado en una [h] vacilante en posición inicial de palabra, se perdió fonéticamente en la mayoría de dialectos, aunque etimológicamente se conserva en la escritura.
- La /β/ bilabial fricativa sonora (generalmente escrita como u o v) se unió a la bilabial oclusiva /b/. Las letras contemporáneas v y b ya no corresponden a distintos fonemas, es una diferencia etimológica con raíces en el latín.[n 2]
- Reajuste de las sibilantes del idioma español que comprende varios cambios relacionados en cadena entre los cuales están:
  - la [z̺] alveolar fricativa sonora (que se escribe s entre vocales) se unió con la [s̺] sorda (escrita antiguamente ss cuando estaba presente entre vocales).
  - la [d̪͡z̪] (alveolar africada sonora, escrita z) se unió con [t̪͡s̪] (escrita con ce cedilla ç, o c ante e, i). [t̪͡s̪] luego se fricativizó en [s̪]. Finalmente, en el centro y norte de la península Ibérica se tornó interdental [θ̟], que se escribe z, o c ante e, i. En tanto, en el sur de la península Ibérica no experimentó este último cambio y [s̺] (escrita s o ss) convergió con ella, con lo que la distinción entre ambas desapareció.
  - [ʒ] (escrita j, o g ante e, i) era fricativa postalveolar sonora, pero se juntó con la consonante sorda /ʃ/ (escrita x, por ejemplo en  Quixote), y luego en el siglo XVII, se transformó en el sonido velar moderno [x] a través de una posible fase [ç] que todavía se conserva en Hispanoamérica. A la vez, en muchos países de América Latina y en el sur de España, las mismas letras corresponden a una simple aspiración [h].

Más recientemente, tanto en partes de España como en América, se dio la fusión entre consonantes palatales laterales y no laterales ([ʎ] y la [j] del español antiguo). Esta fusión lleva el nombre de yeísmo tomando su nombre de la letra y.